# Jasper (Geòrgia)
Jasper és una població del comtat de Pickens a l'estat de Geòrgia (Estats Units). Segons el cens del 2000 tenia 2.167 habitants.

## Demografia
Segons el cens del 2000, Jasper tenia 2.167 habitants, 942 habitatges, i 575 famílies. La densitat de població era de 253,5 habitants/km².
Dels 942 habitatges en un 28,5% hi vivien nens de menys de 18 anys, en un 44,5% hi vivien parelles casades, en un 13,3% dones solteres, i en un 38,9% no eren unitats familiars. En el 35% dels habitatges hi vivien persones soles el 18,7% de les quals corresponia a persones de 65 anys o més que vivien soles. El nombre mitjà de persones vivint en cada habitatge era de 2,24 i el nombre mitjà de persones que vivien en cada família era de 2,82.
Per edats la població es repartia de la següent manera: un 22,9% tenia menys de 18 anys, un 7,5% entre 18 i 24, un 26,9% entre 25 i 44, un 23,5% de 45 a 60 i un 19,2% 65 anys o més.
L'edat mediana era de 40 anys. Per cada 100 dones de 18 o més anys hi havia 75,7 homes.
La renda mediana per habitatge era de 31.944 $ i la renda mediana per família de 40.833 $. Els homes tenien una renda mediana de 30.774 $ mentre que les dones 25.489 $. La renda per capita de la població era de 19.184 $. Entorn del 9,2% de les famílies i el 15,8% de la població estaven per davall del llindar de pobresa.

## Poblacions més properes
El següent diagrama mostra les poblacions més properes.